# Stefanie Ingold

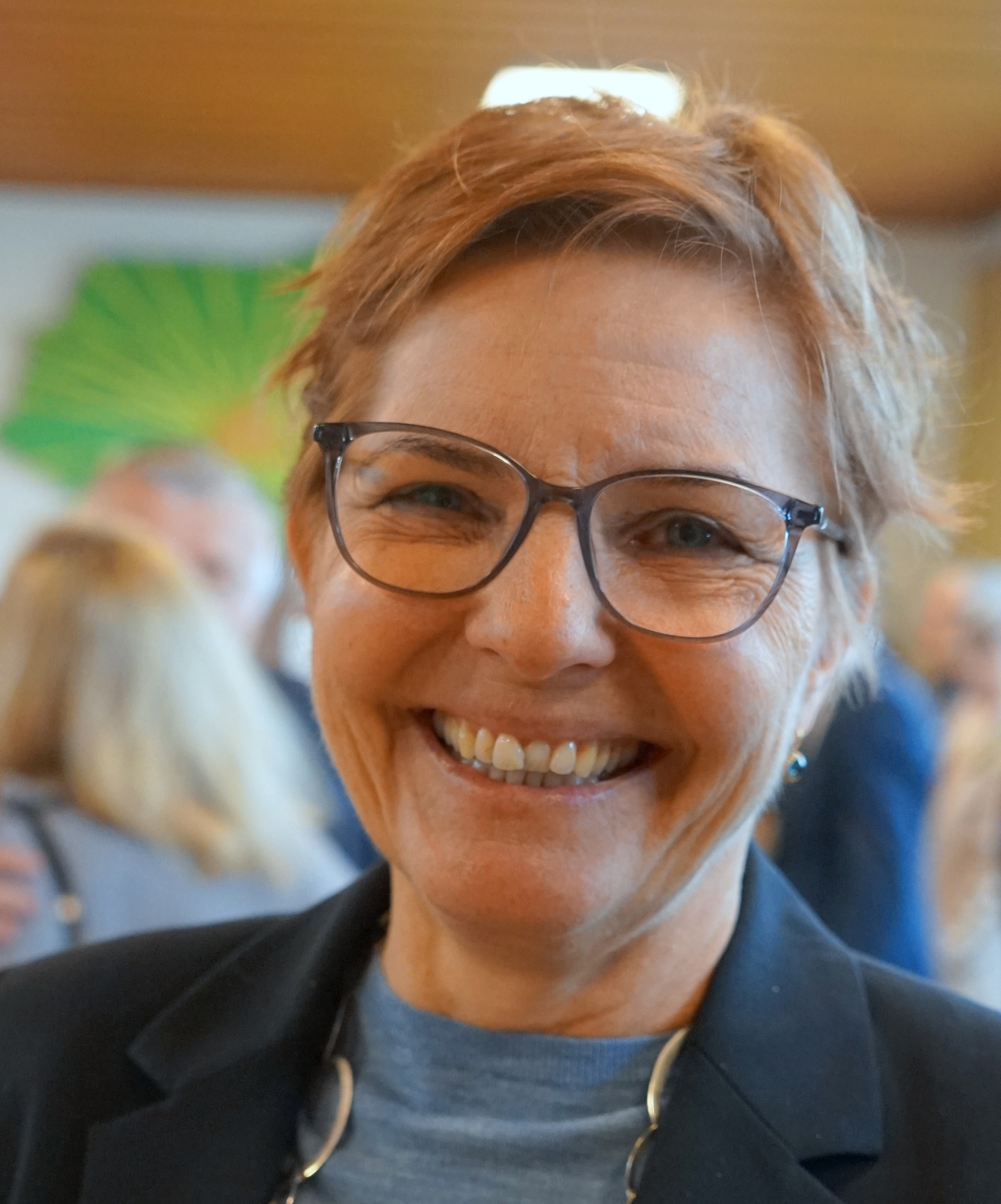
Stefanie Ingold, 2023

Stefanie Ingold (* 20. Juni 1967) ist eine Schweizer Kommunalpolitikerin (SP). Seit 2021 ist sie Stadtpräsidentin von Solothurn.

## Leben
Ingold besuchte von 1974 bis 1980 zunächst in Subingen die Schule, ab 1983 dann mehrere Schulen in Derendingen und Luterbach, bevor sie von 1983 bis 1988 das Lehrerseminar in Solothurn absolvierte. Im April 1988 arbeitete sie als Lehrerin, zuerst in der Primarschule Subingen, wo sie bis Juli 1989 tätig war. In den Jahren 1989 und 1990 übernahm sie mehrere Stellvertretungen; sie unternahm aber auch lange Reisen nach Asien sowie nach Südamerika. Im Oktober 1990 kehrte sie zurück in die Schweiz und arbeitete als Lehrerin in der Oberschule Bellach. Ab 1991 arbeitete Ingold im Café de l’Industrie in Solothurn; ebenso setzte sie im l’Eurocentre in Paris ihre Ausbildung fort. 1992 reiste sie für drei Monate, von März bis Juni, nach Brasilien. Zuvor beendete sie an den Universitäten von Freiburg und Neuenburg ihr Studium. Ihren Lehramtskurs beendete sie im Jahr 1993.
Ab August 1993 arbeitete sie in der Oberschule Solothurn, bis 2011 als Lehrerin, zwischenzeitlich von 1996 bis 1999 sowie von 2000 bis 2011 als Schulleiterin. Ab August 2011 bis zum Oktober 2021 war Ingold zuletzt die Schulleiterin der Sekundarstufe I in Solothurn.
Sie hat drei Kinder.

## Politik
Seit November 2021 ist sie Stadtpräsidentin von Solothurn in Nachfolge von Kurt Fluri (FDP). Sie ist die erste Sozialdemokratin in diesem Amt.